# Молиначо (Болоња)
Молиначо (итал. Molinaccio) је насеље у Италији у округу Болоња, региону Емилија-Ромања.
Према процени из 2011. у насељу је живело 124 становника. Насеље се налази на надморској висини од 326 м.